# Julian Oerip
Julian Oerip (Alkmaar, 26 oktober 2006) is een Nederlands-Indonesisch voetballer die doorgaans als middenvelder speelt. Hij komt uit voor AZ.

## Clubcarrière
Oerip speelde in de jeugd bij CSV Jong Holland en AFC '34, waarna hij in 2017 werd opgenomen in de jeugdopleiding van AZ. In augustus 2022 tekende hij zijn eerste profcontract voor de club uit Alkmaar. Op 21 april 2023 debuteerde hij voor Jong AZ in de Eerste divisie, tegen FC Dordrecht (0-1). Hij kwam in de slotminuten in de ploeg voor Jereno van Gom. Op 1 november 2024 scoorde hij zijn eerste doelpunt tegen SC Cambuur (2-3), op aangeven van Jayen Gerold. Naast wedstrijden met Jong AZ speelde Oerip in de seizoenen 2023/24 en 2024/25 ook in de UEFA Youth League, onder andere tegen FC Barcelona en Manchester City.
Op 16 maart 2025 zat Oerip voor het eerst bij de wedstrijdselectie van AZ 1, tegen Ajax (2-2). Hij kwam niet in actie.

## Interlandcarrière
Oerip speelde interlands voor verschillende jeugdelftallen van Nederland. Hij kan daarnaast ook uitkomen voor Indonesië.

## Statistieken
| Seizoen | Club    | Competitie     | Competitie | Competitie | Beker | Beker | Overig | Overig | Totaal | Totaal |
| Seizoen | Club    | Competitie     | Wed.       | Dlp.       | Wed.  | Dlp.  | Dlp.   | Dlp.   | Wed.   | Dlp.   |
| ------- | ------- | -------------- | ---------- | ---------- | ----- | ----- | ------ | ------ | ------ | ------ |
| 2022/23 | Jong AZ | Eerste divisie | 1          | 0          | 0     | 0     | 0      | 0      | 1      | 0      |
| 2023/24 | Jong AZ | Eerste divisie | 1          | 0          | 0     | 0     | 0      | 0      | 1      | 0      |
| 2024/25 | Jong AZ | Eerste divisie | 18         | 2          | 0     | 0     | 0      | 0      | 18     | 2      |
| Totaal  | Totaal  | Totaal         | 20         | 2          | 0     | 0     | 0      | 0      | 20     | 2      |

Bijgewerkt op 27 april 2025.